# 非洲林狸属
非洲林狸属（学名：Poiana）是食肉目灵猫科的一属，分布于非洲，现存2种：
- 非洲林狸（Poiana richardsoni）
- 西非林狸（Poiana leightoni）